# L'Ami du peuple hebdo
Pour les articles homonymes, voir L'Ami du peuple.
L'Ami du peuple hebdo (appelé aussi L'Ami hebdo) est un hebdomadaire régional catholique d'information et d’opinion alsacien, fondé en 1858 à Strasbourg sous l’appellation Der Volksfreund.
L'Ami hebdo est, en 2021, le plus ancien titre de presse en Alsace. Il a connu dans les années 1950 un tirage pouvant dépasser 100 000 exemplaires

## Histoire

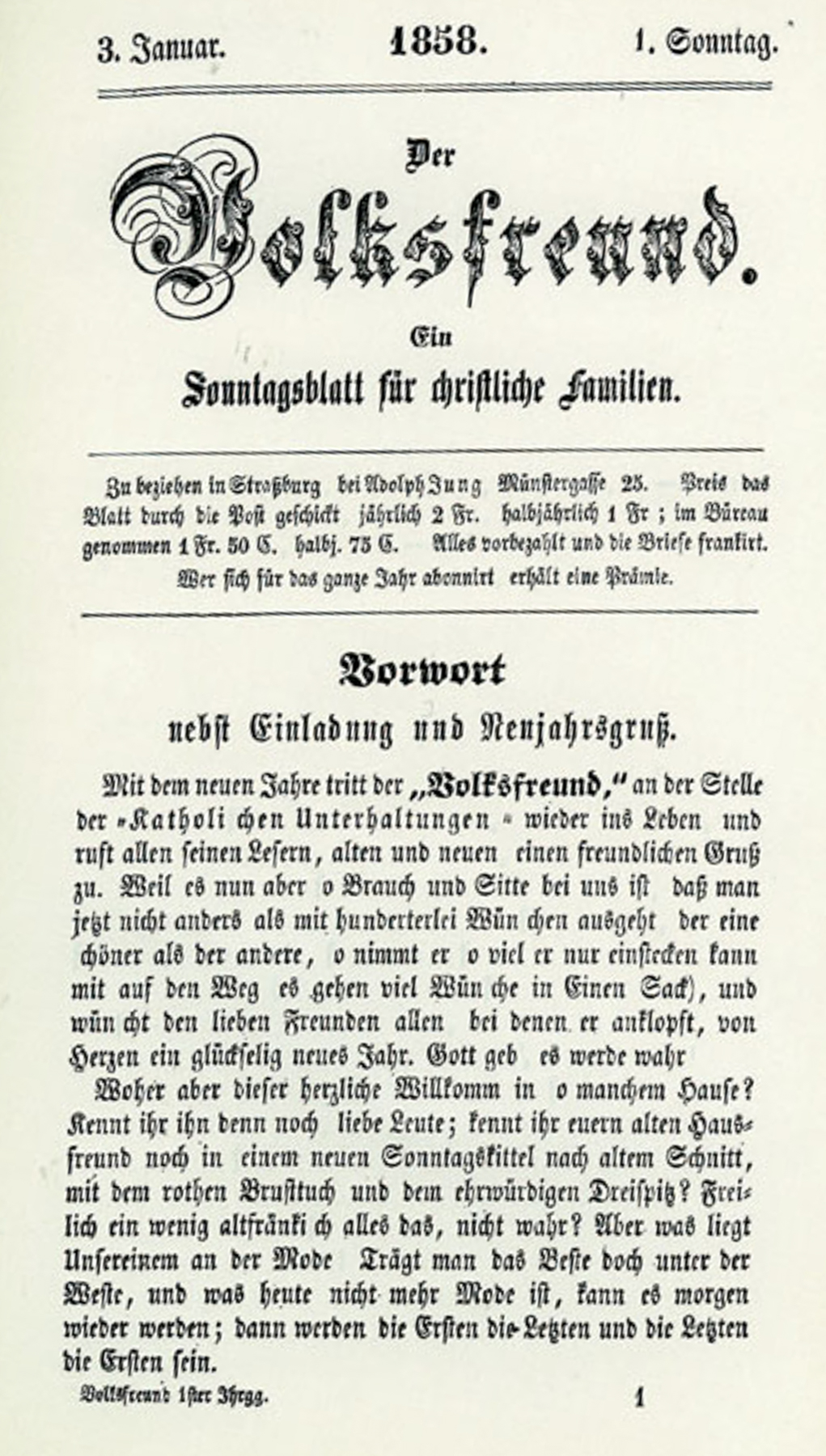
Der Volksfreund (3 janvier 1858).

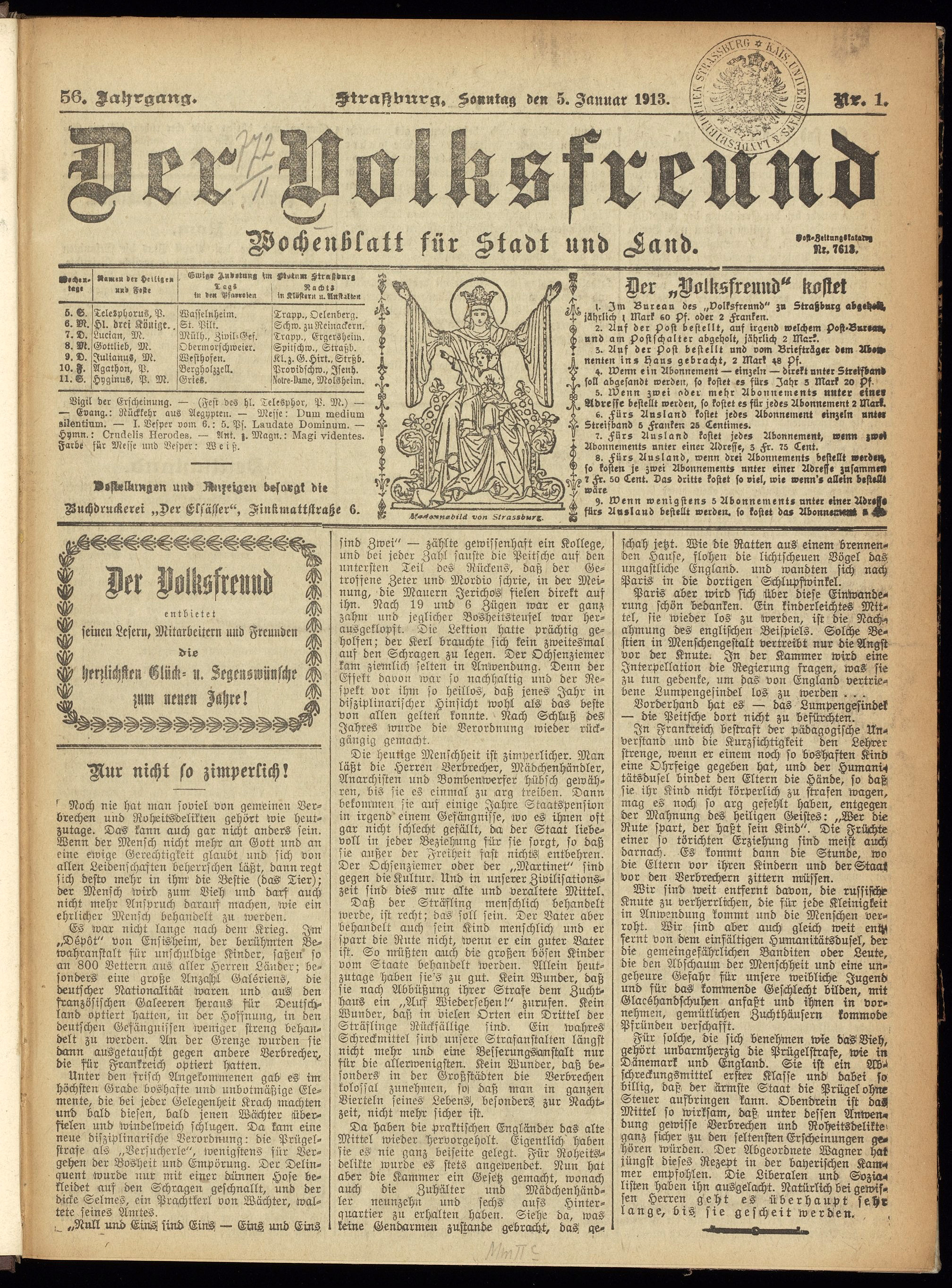
Der Volksfreund (5 janvier 1913).

Le premier numéro, en langue allemande, sort le 3 janvier 1858 à Strasbourg sous l'appellation Der Volksfreund : ein Sonntagsblatt für christliche Familien.
Cet hebdomadaire prend la suite d’un mensuel, les Kleine katholischen Unterhaltungen, créé en 1855 par la Conférence Saint-Vincent-de-Paul de Strasbourg, à la demande du conseil général de ce mouvement qui souhaitait favoriser en Alsace la diffusion dans les milieux populaires de ses « Petites Lectures » éditées à Paris, et de la volonté de l’abbé Charles Braun de continuer à publier, sous une autre forme et sans son caractère politique, le Katholische Volksfreund qu’il avait édité à Guebwiller de 1848 à 1856.
Ses premiers rédacteurs sont les abbés Victor et Joseph Guerber, l’abbé Hemberger, aumônier de l'hospice civil de Strasbourg et l’abbé Louis Gloeckler, vicaire de Saint Pierre-le-Vieux. En 1898 et 1899, le journal, anti dreyfusard, se livre à de très violentes attaques antisémites.
Il se saborde en 1939 à la suite de l’annexion de l’Alsace par les nazis. Il reparaît à la Libération en 1945, et devient bilingue sous le double titre Der Volksfreund / L’Ami du peuple, dirigé par l’abbé Louis Ehrhard. L'hebdomadaire a connu dans les années 1950 un tirage pouvant dépasser 100 000 exemplaires.
En 1982 après sa fusion avec le journal mosellan L’Ami des foyers chrétiens, il devient L’Ami du Peuple hebdo et enfin en 2008 L’Ami hebdo.
En juillet 2019, la diffusion en France de L’Ami hebdo est de 20 792 exemplaires en France dont 68,13 % l’est par abonnement et 26,18% par portage à domicile, soit l’une des plus importantes diffusion de la presse régionale catholique en France.
Ses éditions couvrent l'actualité des deux départements alsaciens, le Haut-Rhin et le Bas-Rhin. Une édition spécifique, L’Ami des foyers chrétiens, couvre l'actualité du département de la Moselle.
Édité par l’association pour la presse chrétienne en Alsace-Lorraine et l’association Joseph Guerber, le journal est dirigé par Bernard Deck depuis 1986. Sa rédaction est composée de vingt-cinq collaborateurs permanents et d’une soixantaine de collaborateurs occasionnels. Sa rédaction est basée à Strasbourg, et il dispose d’agences à Mulhouse, Haguenau et Metz.
Bouclé le mercredi, il est daté du dimanche. D’une pagination de 32 à 48 pages, aujourd'hui entièrement en couleurs, il est disponible dans les kiosques et pour les abonnés dès le vendredi. Il est également disponible sur smartphones, tablette numérique ou ordinateurs sous le titre L’Ami kiosk.
L'Ami hebdo est, en 2021, le plus ancien titre de presse en Alsace.

### Journalistes ayant travaillé pourDer Volksfreund/L’Ami hebdo
- Jacques Fortier
- Joseph Guerber
- Alain Howiller
- Jean Keppi

## Habilitations annonces légales et judiciaires
L'Ami hebdo fait partie des journaux de presse écrite habilités à recevoir des annonces judiciaires et légales en Moselle, dans le Bas-Rhin et dans le Haut-Rhin